# Cyrtostachys renda
Cyrtostachys renda är en enhjärtbladig växtart som beskrevs av Carl Ludwig von Blume. Cyrtostachys renda ingår i släktet Cyrtostachys och familjen Arecaceae. Inga underarter finns listade i Catalogue of Life.

## Bildgalleri

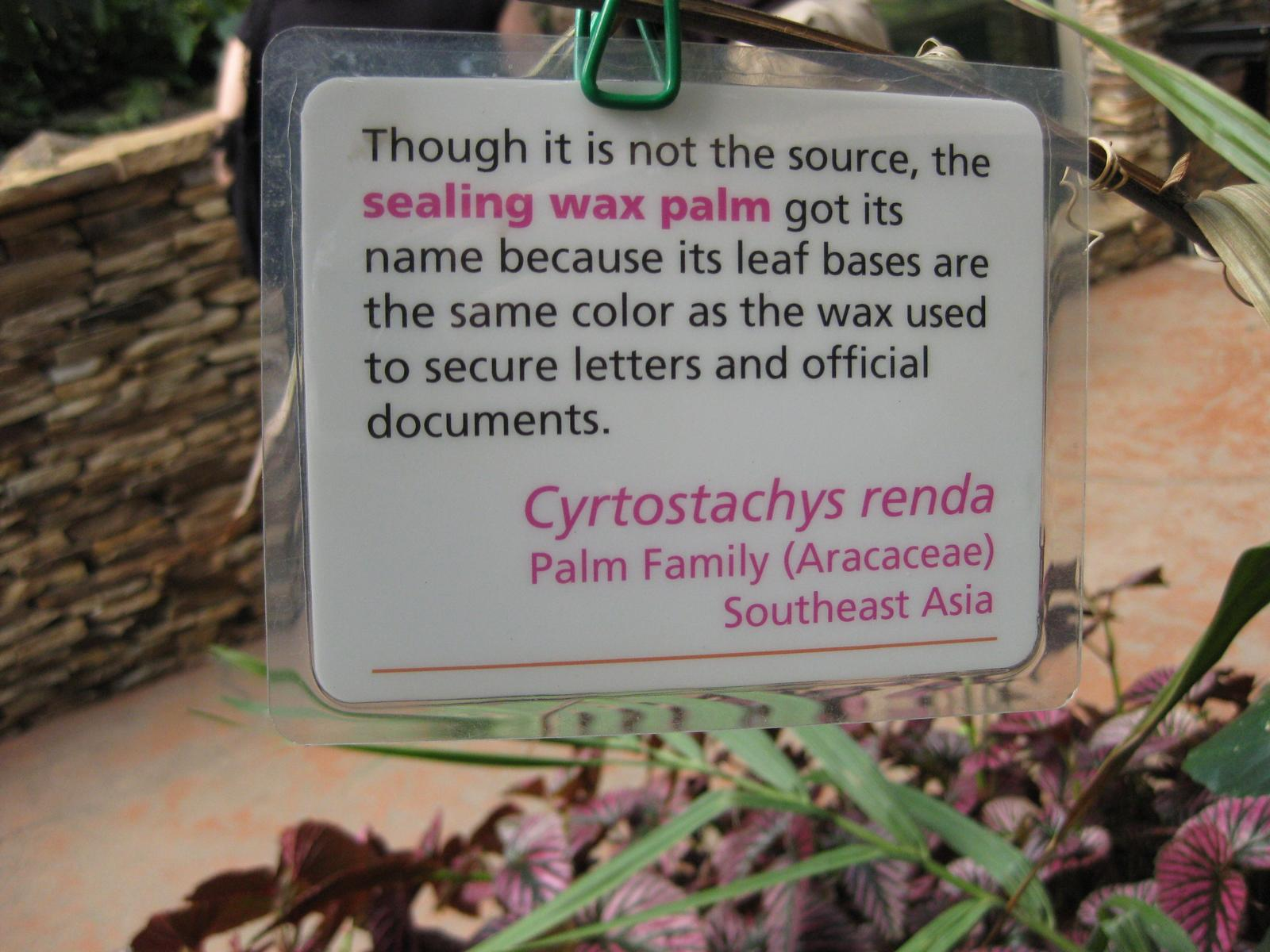
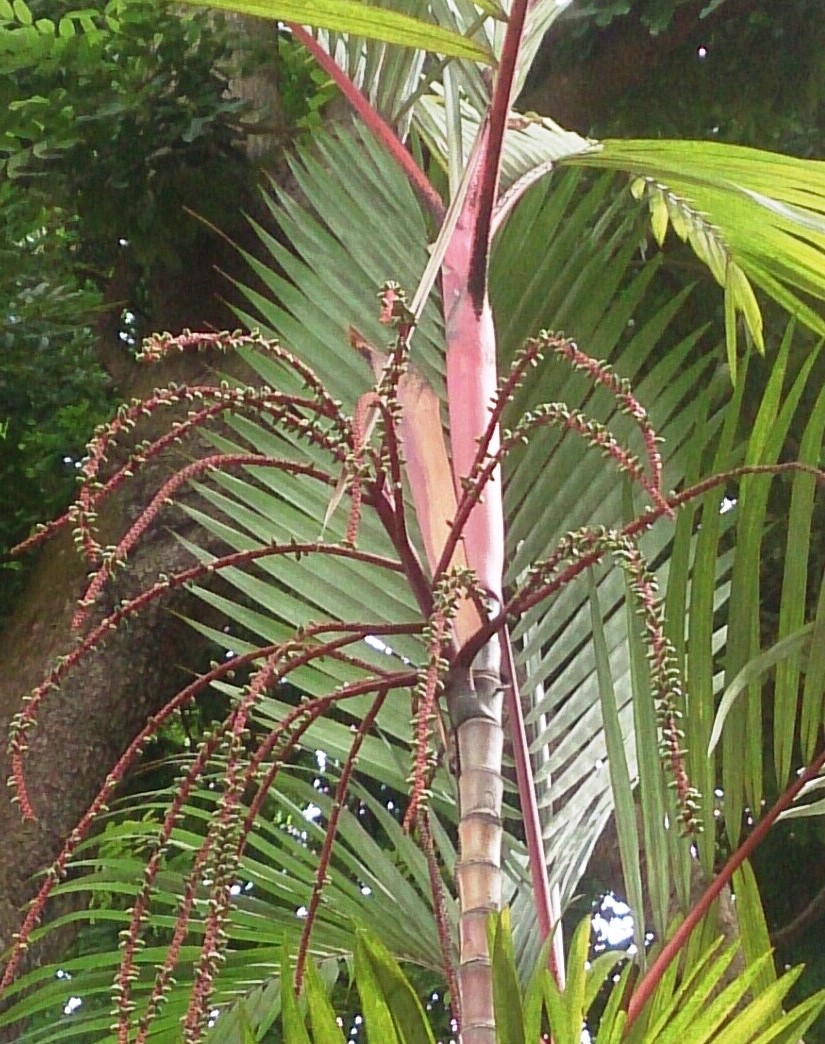
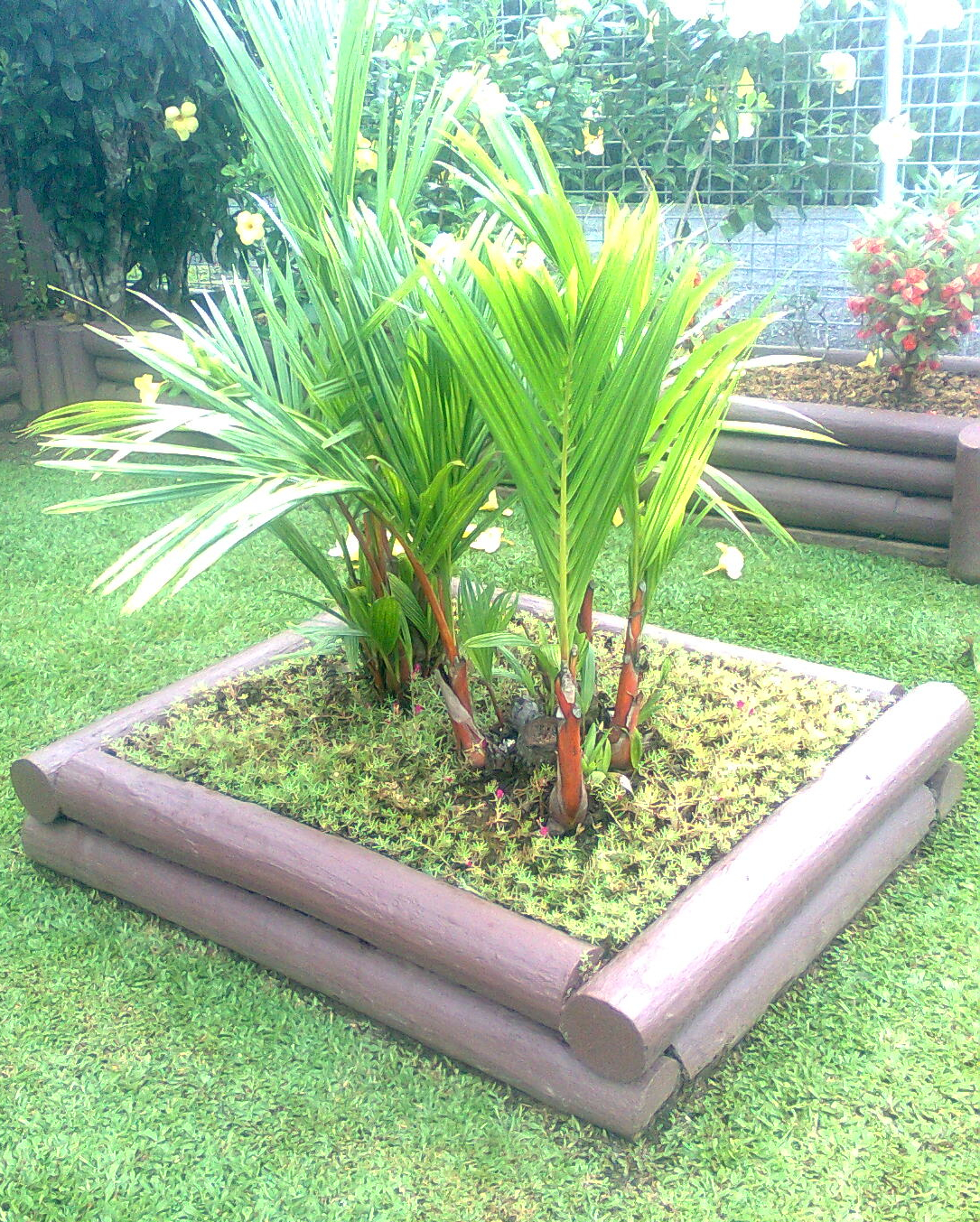